# Bienna Pélégry
Erecthée Bibiena Mélanie Marie „Bienna“ Pélégry (* 24. August 1899 in Gaillac; † 18. Januar 1989 in La Ciotat) war eine französische Schwimmerin.

## Karriere
Pélégry begann ihre Karriere bei den französischen Meisterschaften im Jahr 1922 mit dem Gewinn einer Silbermedaille über 100 m Freistil. 1924 nahm sie erstmals an Olympischen Spielen teil. In Paris erreichte sie mit der französischen Staffel über 4 × 100 m Freistil den fünften Rang. Im nachfolgenden Jahr brach sie in Toulon den nationalen Rekord über 800 m Freistil. 1928 belegte sie erneut den zweiten Platz bei den französischen Meisterschaften über 100 m Freistil. Im selben Jahr war die Schwimmerin ein weiteres Mal olympische Teilnehmerin. Bei den Spielen in Amsterdam wurde sie mit der Staffel über 4 × 100 m Freistil erneut Fünfte. Im Jahr 1929 gewann sie zwei Bronzemedaillen bei den nationalen Meisterschaften – eine dritte Podiumsplatzierung über 100 m Freistil und die erste über 400 m Freistil. 1932 errang sie nochmals Bronze über 100 m Freistil.
Ihr Bruder Salvator Pélégry und ihr Sohn Jean Boiteux waren ebenfalls olympische Teilnehmer.